# Ruda (Stalowa Wola)
Pour les articles homonymes, voir Ruda.
Ruda est une localité polonaise de la gmina de Bojanów, située dans le powiat de Stalowa Wola en voïvodie des Basses-Carpates.